# Chevrolet Monte Carlo
O Monte Carlo é um sedã de porte grande da Chevrolet que foi fabricado e comercializado de 1970 a 2007 (produção não-contínua), abrangendo seis gerações. A Chevrolet posicionou o Monte Carlo como um carro de luxo pessoal, com a última geração classificada como um coupé de tamanho normal, porem que é dito pelos americanos como muscle car (versão de 2006) mesmo tendo tração dianteira.
As primeiras quatro gerações do Monte Carlo (1970-1972, 1973-1977, 1978-1980 e 1981-1988) eram de um design de coupé com tração traseira e motor V8 (um motor V6 de 1978), usando a construção de carroceria. As gerações posteriores de tração traseira não incorporaram a tendência de construção de carroceria que se tornou mais prevalente no início dos anos 80, quando as montadoras reduziram suas linhas de veículos para satisfazer a crescente demanda por economia de combustível após a crise do petróleo de 1973 e a recessão do início dos anos 80.
Após a descontinuação do Monte Carlo com tração traseira após 1988, a placa de identificação foi reavivada em 1994 para a quinta geração, um coupé V6 com tração dianteira e motor V6 baseado no sedã Chevrolet Lumina. A sexto e última geração do Monte Carlo de 1999 foi construída junto com o Chevrolet Impala, que sucedeu ao Lumina como sedã de médio porte da Chevrolet. O Monte Carlo SS foi revivido de 1999 a 2007, que era inicialmente alimentado por 3,8 L V6 (superalimentado em 2004 e 2005) e por um 5,3 L V8 para 2006 e 2007.
O nome do carro foi baseado na cidade de Monte Carlo, no Principado do Mônaco, especificamente na ala de Monte Carlo/Spélugues.

## Sexta geração (2000-2007)
DESEMPENHO:
(2001-2003)3.8L L36 V6: 0-100 8,6s216km/h(135mph)
(2004-2005)3.8L L67 supercharged V6: 0-100 7,1s 228km/h(141mph)
(2006-2007)5.3L LS4 V8: 0-100 5,6s 261km/h(162mph)

## Aparições em filmes
Um Chevrolet Monte Carlo, modelo 1970 aparece no início do filme Velozes e Furiosos Desafio em Tóquio, sendo dirigido por Sean Boswell (Lucas Black). Apareceu em Ace Ventura: Pet Detective dirigido por Jim Carrey. Apareceu em Velozes e Furiosos 2 dirigido por Roman.[carece de fontes?]. Aparece também no filme Dia de Treinamento, dirigido por ( Denzel Washington) e apareceu em na trilogia carros como ex-corredor e apresentador da copa pistão

## NASCAR

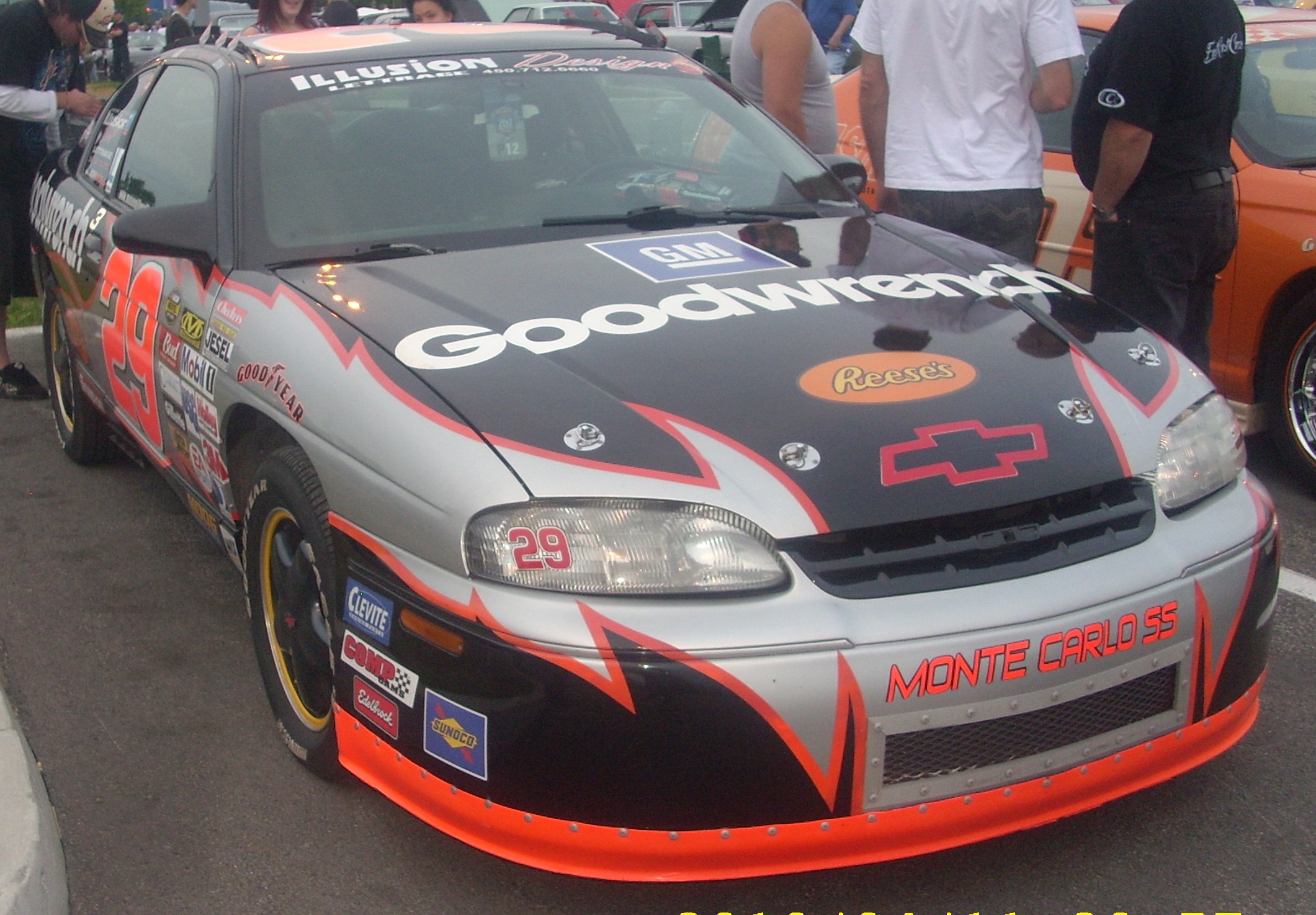
Chevrolet Monte Carlo pintado para parecer um carro da stock car (nesse caso, o carro #29, dirigido por Kevin Harvick).

De 1972 até o final da produção, o Monte Carlo fez campanha nas corridas da NASCAR.
Os carros de 1973-1977 foram o estilo de corpo dominante ao longo dos anos até 1980, quando a NASCAR determinou a mudança para os mais curtos 110-polegada (2 794 mm) de distância entre eixos de carros sendo construídos por Detroit.
O Monte Carlo de 1981 e 1982 (referido como o "nariz chato") foi corrido por poucas equipes e só ganhou duas corridas naqueles anos. Em 1983, a adição do nariz da SS se tornou o estilo de carroceria do Monte Carlo usado na NASCAR até que o carro saiu da produção.

O Monte Carlo retornou para a temporada de 1995 com a carroceria de quinta geração, mas a NASCAR permitiu que o carro tivesse defensas traseiras mais largas e, como tal, desviava do metal de fábrica, até então os carros de corrida tinham que usar. O carro conquistou vários prêmios da NASCAR Manufacturers Cup até que foi novamente descontinuado da produção e substituído pelo Impala nas corridas.